# 粗柄藓属
粗柄藓属（学名：Trachyloma）为蕨藓科的一个属。

## 物种
本属包括以下物种：
- 南亚粗柄藓 Trachyloma indicum